# スター街道
『スター街道』（スターかいどう）は、日本のシンガーソングライター大塚紗英のメジャー2枚目のミニ・アルバム。2021年7月14日にavex traxから発売された。

## 概要
前作『アバンタイトル』以来約1年ぶりのアルバムリリースである。
リードトラック『田中さん』は、2021年7月5日放送のFm yokohamaのラジオ番組"Tresen"内コーナー"スピラ・スピカ「Starry Forest」にて初解禁された。

## 収録内容
| 全作詞・作曲: 大塚紗英。 |                                      |          |            |          |      |
| #                        | タイトル                             | 作詞     | 作曲・編曲 | 編曲     | 時間 |
| 1.                       | 「僕がキスしたらスタンガン」         | 大塚紗英 | 大塚紗英   | 森本練   | 5:11 |
| 2.                       | 「37兆2000億個の細胞全てが叫んでる」 | 大塚紗英 | 大塚紗英   | 小木岳司 | 5:06 |
| 3.                       | 「田中さん」                         | 大塚紗英 | 大塚紗英   | 伊藤賢   | 4:25 |
| 4.                       | 「檸檬サワー」                       | 大塚紗英 | 大塚紗英   | 竹市佳伸 | 4:24 |
| 5.                       | 「キミをペットにして飼いたい」       | 大塚紗英 | 大塚紗英   | 芳賀政哉 | 4:32 |
| 6.                       | 「疲れました、こんな会社」           | 大塚紗英 | 大塚紗英   | 伊藤賢   | 4:09 |

| #  | タイトル                             | 作詞 | 作曲・編曲 |
| -- | ------------------------------------ | ---- | ---------- |
| 1. | 「田中さん -Music Video-」           |      |            |
| 2. | 「田中さん -Making of Music Video-」 |      |            |

| #  | タイトル                                                   | 作詞 | 作曲・編曲 |
| -- | ---------------------------------------------------------- | ---- | ---------- |
| 1. | 「大塚紗英ワンマンライブ『SAE Vo.yage! vol.0 ～出航!～』」 |      |            |